# Stenomicra soniae
Stenomicra soniae är en tvåvingeart som beskrevs av Merz och Rohacek 2005. Stenomicra soniae ingår i släktet Stenomicra och familjen savflugor.
Artens utbredningsområde är Tjeckien. Inga underarter finns listade i Catalogue of Life.